# Archichlora viridimacula
Archichlora viridimacula là một loài bướm đêm trong họ Geometridae.